# Indianapolis Colts 2015
La stagione 2015 degli Indianapolis Colts è stata la 63ª della franchigia nella National Football League, la 32ª ad Indianapolis e la quarta con Chuck Pagano come capo-allenatore. Dopo una sconfitta nella settimana 8 contro i Carolina Panthers, la squadra licenziò il coordinatore offensivo Pep Hamilton promuovendo al suo posto Rob Chudzinski. Col quarterback Andrew Luck che rimase fuori dal campo infortunato per la maggior parte delle gare, i Colts, che venivano da tre stagioni consecutive con un bilancio di 11–5, conclusero con un record di 8–8, cedendo il titolo di division agli Houston Texans, non raggiungendo i playoff per la prima volta dal 2011 e la quarta dal 1998.

## Scelte nel Draft 2015
| Giro | Scelta | Giocatore        | Ruolo             | College           |
| ---- | ------ | ---------------- | ----------------- | ----------------- |
| 1    | 29     | Phillip Dorsett  | Wide receiver     | Miami             |
| 3    | 65     | D'Joun Smith     | Cornerback        | Florida Atlantic  |
| 3    | 93     | Henry Anderson   | Defensive end     | Stanford          |
| 4    | 109    | Clayton Geathers | Safety            | Central Florida   |
| 5    | 151    | David Parry      | Nose tackle       | Stanford          |
| 6    | 205    | Josh Robinson    | Running back      | Mississippi State |
| 6    | 207    | Amarlo Herrera   | Inside linebacker | Georgia           |
| 7    | 255    | Denzelle Good    | Tackle            | Mars Hill         |

## Staff
| Staff degli Indianapolis Colts nel 2015 |
| --- |
| Organi dirigenziali - Proprietario/CEO: James Irsay - Proprietario/Vice Chair: Charlie Irsay-Gordon, Casey Foyt e Kalen Irsay - Chief Operating Officer: Pete Ward - General manager: Ryan Grigson Capo allenatore - Chuck Pagano Altri allenatori - Assistente speciale del capo-allenatore: Rob Chudzinski - Assistente del capo-allenatore: Jeff Schwimmer - Sviluppo della forza e della condizione: Roger Marandino - Assistente dello sviluppo della forza e della condizione: Richard Howell - Qualità e controllo dell'attacco: Frank Giufre - Qualità e controllo della difesa: Brad White Allenatori dell'attacco - Coordinatore dell'attacco: Pep Hamilton - Assistente dell'attacco: Tim Berbenich - Quarterback: Clyde Christensen - Running Back: David Walker - Wide Receiver: Charlie Williams - Tight End: Alfredo Roberts - Offensive Line: Joe Gilbert - Assisten Offensive Line: Hal Hunter Allenatori della difesa - Coordinatore della difesa: Greg Manusky - Defensive Line: Gary Emanuel - Linebacker: Jeff FitzGerald - Secondary/Safeties: Roy Anderson - Secondary: Mike Gillhamer Allenatori dello special team - Coordinatore dello Special Team: Tom McMahon - Assistente dello Special Team: Brant Boyer |

## Roster
| Roster degli Indianapolis Colts nel 2015 |
| --- |
| Quarterback - 5 Josh Freeman - 8 Matt Hasselbeck - 3 Ryan Lindley Running Back - 26 Vick Ballard - 23 Frank Gore - 34 Josh Robinson - 38 Tyler Varga Wide Receiver - 15 Phillip Dorsett - 13 T.Y. Hilton - 81 Andre Johnson - 10 Donte Moncrief - 17 Griff Whalen Tight End - 83 Dwayne Allen - 84 Jack Doyle - 80 Coby Fleener Offensive Linemen - 74 Anthony Castonzo T - 71 Denzelle Good T - 72 Jonotthan Harrison C - 79 Todd Herremans G - 62 Khaled Holmes C - 60 Lance Louis G - 75 Jack Mewhort T - 73 Robert Myers G - 76 Joe Reitz G - 69 Hugh Thornton G Defensive Linemen - 96 Henry Anderson DT - 94 Zach Kerr NT - 90 Kendall Langford DE - 67 T.Y. McGill DT - 95 Earl Okine DE - 54 David Parry NT Linebacker - 58 Trent Cole OLB - 50 Jerrell Freeman ILB - 55 Nate Irving ILB - 52 D'Qwell Jackson ILB - 98 Robert Mathis OLB - 51 Sio Moore ILB - 91 Jonathan Newsome OLB - 93 Erik Walden OLB - 92 Björn Werner OLB Defensive Back - 29 Mike Adams SS - 32 Colt Anderson FS - 25 Jalil Brown CB - 20 Darius Butler CB - 21 Vontae Davis CB - 42 Clayton Geathers S - 27 Winston Guy S - 33 Dwight Lowery S - 12 Andrew Luck IR - 40 Sheldon Price CB - 30 D'Joun Smith CB - 28 Greg Toler CB Special Team - 1 Pat McAfee P - 45 Matt Overton LS - 4 Adam Vinatieri K Lista delle riserve - 36 Dan Herron RB (IR) - 97 Arthur Jones DE (IR) - -- Tevin Mitchel CB (IR) - 46 Josh Mitchell CB (IR) - 44 Junior Sylvestre ILB (IR) Squadra di allenamento - 56 Daniel Adongo OLB - 11 Quan Bray WR - 16 Duron Carter WR - 49 Amarlo Herrera ILB - 68 Ulrick John T - 31 Dewey McDonald S - 57 Josh McNary LB - 41 Eric Patterson CB - 61 Jeris Pendleton DT - 86 Erik Swoope TE 53 attivi, 5 inattivi, 10 nella squadra di allenamento, 0 free agent |
| Legenda - I rookie sono in corsivo. - Il primo ruolo è il principale mentre gli eventuali successivi indicano i ruoli secondari. - (IR) sta per Injured Reserve ed indica la lista ristretta per un solo giocatore infortunato che può tornare ad allenarsi dopo la settimana 6 e a rientrare in prima squadra dopo che questa ha giocato 8 partite. - (NF-Inj.) / (NF-Ill.) stanno rispettivamente per Non-Football Injured e Non-Football Illness ed indicano le liste dove viene inserito un giocatore che ha un infortunio o una malattia non dipendente dal football americano. - (PUP) sta per Physically Unable to Perform ed indica la lista dove viene inserito un giocatore mentre è in attesa di recuperare la condizione fisica. Nella stagione regolare dopo la sesta partita giocata dalla propria squadra, il giocatore ha tempo tre settimane per riprendere ad allenarsi, più tre settimane aggiuntive dal suo rientro agli allenamenti per rientrare in prima squadra. |

## Calendario
| Stagione regolare |                    |                         |                    |                    |                         |                    |
| Turno             | Data               | Avversario              | Risultato          | Record             | Stadio                  | Sintesi            |
| 1                 | 13/9               | at Buffalo Bills        | S 14–27            | 0–1                | Ralph Wilson Stadium    | Recap              |
| 2                 | 21/9               | New York Jets           | S 7–20             | 0–2                | Lucas Oil Stadium       | Recap              |
| 3                 | 27/9               | at Tennessee Titans     | V 35–33            | 1–2                | Nissan Stadium          | Recap              |
| 4                 | 4/10               | Jacksonville Jaguars    | V 16–13 (DTS)      | 2–2                | Lucas Oil Stadium       | Recap              |
| 5                 | 8/10               | at Houston Texans       | V 27–20            | 3–2                | NRG Stadium             | Recap              |
| 6                 | 18/10              | New England Patriots    | S 27–34            | 3–3                | Lucas Oil Stadium       | Recap              |
| 7                 | 25/10              | New Orleans Saints      | S 21–27            | 3–4                | Lucas Oil Stadium       | Recap              |
| 8                 | 2/11               | at Carolina Panthers    | S 26–29 (DTS)      | 3–5                | Bank of America Stadium | Recap              |
| 9                 | 8/11               | Denver Broncos          | V 27–24            | 4–5                | Lucas Oil Stadium       | Recap              |
| 10                | Settimana di pausa | Settimana di pausa      | Settimana di pausa | Settimana di pausa | Settimana di pausa      | Settimana di pausa |
| 11                | 22/11              | at Atlanta Falcons      | V 24–21            | 5–5                | Georgia Dome            | Recap              |
| 12                | 29/11              | Tampa Bay Buccaneers    | V 25–12            | 6–5                | Lucas Oil Stadium       | Recap              |
| 13                | 6/12               | at Pittsburgh Steelers  | S 10–45            | 6–6                | Heinz Field             | Recap              |
| 14                | 13/12              | at Jacksonville Jaguars | S 16–51            | 6–7                | EverBank Field          | Recap              |
| 15                | 20/12              | Houston Texans          | S 10–16            | 6–8                | Lucas Oil Stadium       | Recap              |
| 16                | 27/12              | at Miami Dolphins       | V 18–12            | 7–8                | Sun Life Stadium        | Recap              |
| 17                | 3/1                | Tennessee Titans        | V 30–24            | 8–8                | Lucas Oil Stadium       | Recap              |

Note
- Gli avversari della propria division sono in grassetto.

## Classifiche

### Division
| AFC South            | AFC South | AFC South | AFC South | AFC South | AFC South | AFC South | AFC South | AFC South | AFC South |
|                      | V         | S         | P         | %         | DIV       | CONF      | PF        | PS        | Str.      |
| -------------------- | --------- | --------- | --------- | --------- | --------- | --------- | --------- | --------- | --------- |
| (4) Houston Texans   | 9         | 7         | 0         | .563      | 5–1       | 7–5       | 339       | 313       | V3        |
| Indianapolis Colts   | 8         | 8         | 0         | .500      | 4–2       | 6–6       | 333       | 408       | V2        |
| Jacksonville Jaguars | 5         | 11        | 0         | .313      | 2–4       | 5–7       | 376       | 448       | S3        |
| Tennessee Titans     | 3         | 13        | 0         | .188      | 1–5       | 1–11      | 299       | 423       | S4        |